# Pascal Eisele
Pascal Eisele (Fahrenbach, 27 dicembre 1992) è un lottatore tedesco, specializzato nella lotta greco-romana.

## Palmarès
- Mondiali

Parigi 2017: bronzo negli 80 kg.
- Europei

Riga 2016: oro negli 80 kg.
- Europei

Zrenjanin 2006: oro negli 69 kg.